# Doogee
 (mai 2017).
Si vous disposez d'ouvrages ou d'articles de référence ou si vous connaissez des sites web de qualité traitant du thème abordé ici, merci de compléter l'article en donnant les références utiles à sa vérifiabilité et en les liant à la section « Notes et références ».
Doogee (chinois : 道格 ; pinyin : dàogé) est une marque chinoise basée à Shenzhen et spécialisée dans la conception et le développement de smartphones haut de gamme fonctionnant sous le système d'exploitation Android.
La marque appartient au fabricant chinois de téléphones CNO EMS (2020).

## Histoire

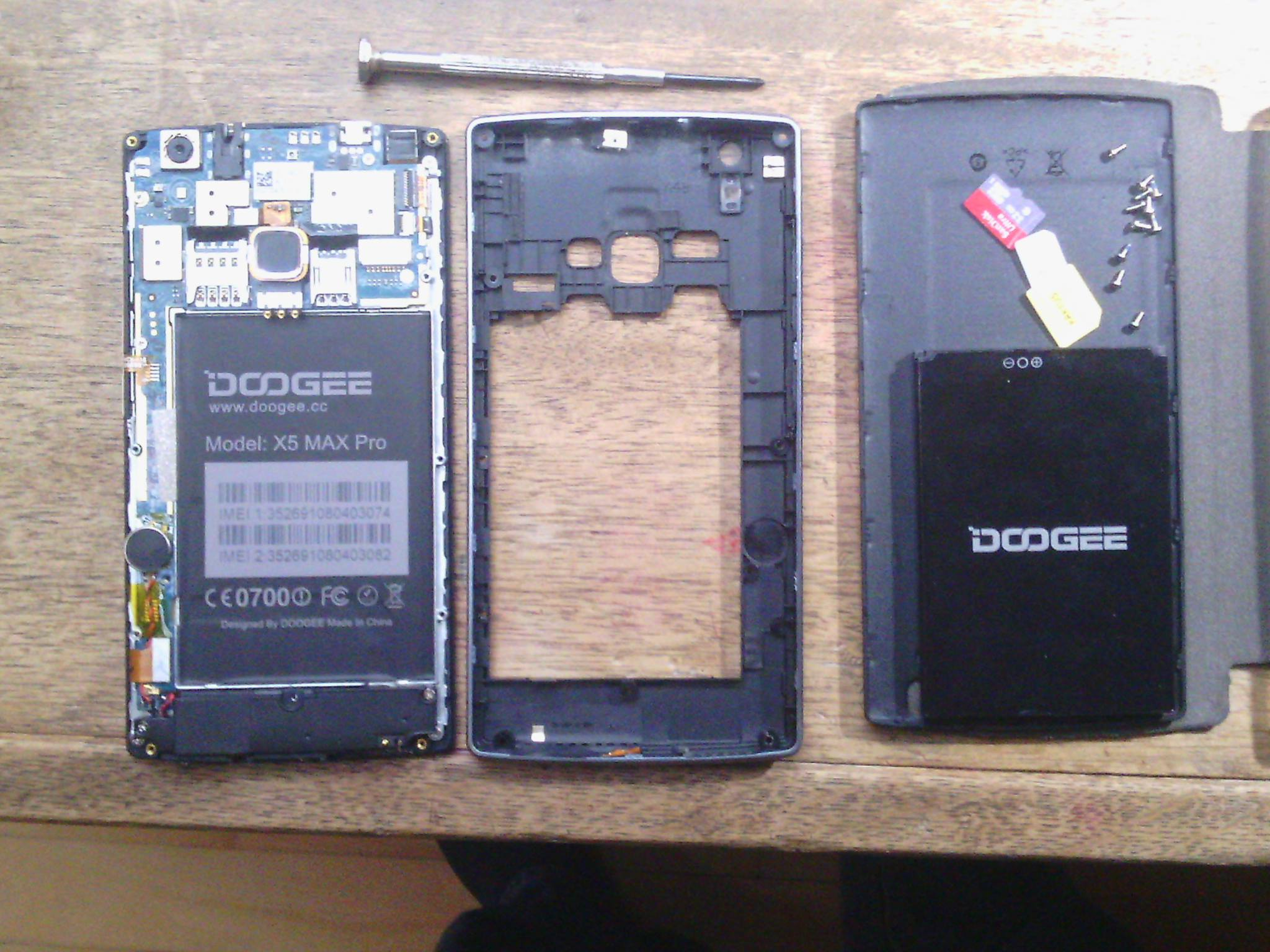
Téléphone DOOGEE X5 MAX Pro

La société Doogee a été fondée en mars 2013 par Fabio Settimio, troisième marque du KVD International Group Limited (les deux marques précédentes sont KVD et BEDOVE). Depuis lors, il s'est caractérisé par ses lancements fréquents de nouveaux produits, qui se sont avérés avoir une très bonne relation qualité / prix, en concurrence dans les caractéristiques avec des marques occidentales reconnues à des prix beaucoup plus bas. Cela lui a valu une bonne réputation sur le marché chinois, au point qu'ils ont réussi leur expansion vers l'Europe, par l'intermédiaire d'un distributeur officiel espagnol, ainsi que le fait que leur pénétration en Espagne est allée plus loin, sur le point de signer un accord de parrainage pour un an avec le club espagnol Villareal CF, qui a même conduit à des offres aux membres du club et un boîtier exclusif destiné spécialement aux fans] du même club

## Marque
Doogee était à l'origine une marque espagnole locale, créée en Espagne en 2013. En 2013, elle a été rachetée par le PDG de KVD International Group. Après cela, l'expansion mondiale a commencé. La société vend ses appareils dans 160 pays. En 2016, les ventes totales se sont élevées à plus de 15 millions de smartphones.
Doogee a réussi à devenir une marque reconnue dans son public cible, en développant des designs créatifs dans ses produits et sa publicité, en les ciblant sur les réseaux sociaux, en mettant constamment à jour les logiciels qui font leurs équipes, en conditionnant ses produits, et même en faisant du merchandising de marque, où il a même été possible d'observer un animal domestique.

## Signification du nom
Le nom Doogee peut être expliqué de la manière suivante : "D" de "décidé", "OO" comme référence au symbole infini ( ?) Communément utilisé en notation mathématique et "EE", comme adaptation de l'expression nord américaine "yijaaa", souvent utilisée par les cow-boys à cheval ; Cela peut paraître à première vue avec un choix de mots aléatoire, mais il est expliqué dans le site officiel que ce que Doogee signifie réellement est une attitude envers la vie, qui leur permet de refléter leur confiance dans les utilisateurs et distributeurs.
Une deuxième interprétation de Doogee également suggérée par eux-mêmes est que le mot pourrait être traduit dans la phrase chinoise "Dao Gee", qui est divisée en "Dao", qui signifie dans les grands traits, Justice, confiance et bon travail dans les temps anciens ; et "Gee", qui l'explique comme "toutes sortes de formes et tailles", qui vise à montrer "Dao Gee" comme innovation, confiance, design et sagesse.

## Produits
Depuis sa création en 2013, la marque a lancé une large gamme de smartphones, avec des fonctionnalités avancées pour le prix auquel ils sont lancés. Doogee n'investit pas dans la publicité à grande échelle et le fait d'être situé à Shenzhen présente un avantage concurrentiel de type géographique, ce qui lui permet d'offrir ces prix qui, dans les marques de ses concurrents, sont nettement supérieurs. Ainsi, il peut être considéré comme le plus basique de ses produits, le Doogee COLLO2 DG120, qui même étant l'appareil le moins cher qu'ils offrent, a un processeur dual core, avec des appareils beaucoup plus robustes également à bas prix, tels que Ceci est le Doogee Max DG650, qui pourrait être qualifié de Phablet.
Un standard dans leurs produits (comme dans la plupart des marques de téléphones asiatiques), est l'utilisation de processeurs Mediatek, qui ont évolué depuis le lancement de la marque Doogee (bien que cette évolution n'a rien à voir directement avec Doogee), rendant la marque une haute performance avec ses processeurs Mediatek, et des prix excellents en même temps. Il souligne également l'utilisation d'écrans LCD avec la technologie IPS, qui offrent un large angle de vision, la luminosité et la qualité d'image ; L'utilisation d'Android comme système d'exploitation pour ses appareils, en utilisant la version minimale Android 4.2, bien qu'ils aient déjà lancé certains modèles avec Android 4.4 Kitkat.
Un autre aspect à mentionner est l'innovation dans ses produits, dans lequel il peut souligner la récente sortie du DGOGLE VALENCIA DGOGLE, qui a un écran tactile derrière, un capteur de geste, un détecteur de beauté dans sa caméra et une caractéristique de la même par la voix, des caractéristiques qui peuvent être trouvées dans d'autres de leurs produits.
Ces spécifications, associées à la qualité de leurs produits, aux prix bas et à la manipulation soignée qu'ils font de leur marque, ont obtenu un succès notable, qui se traduit par des succès prolifiques qui sont devenus, atteignant parfois plus d'un modèle est lancé dans le mois, ce qui a attiré l'attention de ses utilisateurs, même atteindre controverse.